# Schlünß Eisenbahn Logistik
Die Schlünß Eisenbahn Logistik, Abkürzung und Fahrzeughaltercode SEL, ist ein Eisenbahnunternehmen mit Sitz in Wankendorf, das als Fahrzeughalter und Personaldienstleister verstärkt im Schienengüterverkehr tätig ist.

## Geschichte
Die Firma wurde im Jahr 2007 von Martin Schlünß gegründet und war zunächst als Personaldienstleister für Eisenbahnverkehrsunternehmen in Deutschland tätig. Anfang 2017 begann das Unternehmen mit dem Kauf von Lokomotiven zur Vermietung. Die Auswahl der Lokomotiven erfolgt nach dem firmeneigenen Motto „mit bewährter Technik zum Erfolg“, deshalb kauft das Unternehmen alte Lokomotiven, um sie vor der Verschrottung zu retten und aufzuarbeiten.

## Fahrzeuge

### Lokomotiven
Die Schlünß Eisenbahn Logistik ist Fahrzeughalter und Nutzer folgender Elektro- und Diesellokomotiven:
| Baureihe                | Nummer    | Bild      | bei der SEL seit | Zustand           |
| ----------------------- | --------- | --------- | ---------------- | ----------------- |
| Baureihe 120.1          | 120 104-5 |           | Dez. 2023        | betriebsbereit    |
| Baureihe 120.1          | 120 111-0 |           | Dez. 2023        | betriebsbereit    |
| Baureihe 120.1          | 120 134-2 |           | 2023             | betriebsbereit    |
| Baureihe 120.1          | 120 143-3 |           | März 2022        | betriebsbereit    |
| Baureihe 120.1          | 120 144-1 | 120 144-1 | Feb. 2022        | betriebsbereit    |
| Baureihe 181.2          | 181 204-9 | 181 204-9 | Nov. 2019        | betriebsbereit    |
| Baureihe 181.2          | 181 205-6 |           | 2022             | betriebsbereit    |
| Baureihe 181.2          | 181 211-4 |           | Okt. 2020        | betriebsbereit    |
| Baureihe 181.2          | 181 213-0 | 181 213-0 | 2019             | betriebsbereit    |
| Baureihe 181.2          | 181 215-5 | 181 215-5 | 2019             | betriebsbereit    |
| Baureihe 181.2          | 181 218-1 |           | 2022             | betriebsbereit    |
| Baureihe 218            | 218 002-4 | 218 002-4 | Feb. 2024        | betriebsbereit    |
| Baureihe 218            | 218 125-3 |           |                  | Ersatzteilspender |
| Baureihe 218            | 218 348-1 |           | 14. Dez. 2023    | in Aufarbeitung   |
| Baureihe 234            | 234 242-6 |           | Dez. 2017        | betriebsbereit    |
| Baureihe 234            | 234 278-0 | 234 278-0 | Dez. 2017        | betriebsbereit    |
| Krauss-Maffei M 1200 BB | 512 010-0 | 512 010-0 | Anfang 2017      | betriebsbereit    |
| Krauss-Maffei M 1200 BB | 512 011-8 | 512 011-8 | 2019             | betriebsbereit    |

### Reisezugwagen
Im Bestand der Schlünß Eisenbahn Logistik befinden sich Schnellzugwagen mit Abteilen, 3 der Baureihe Avmz109.2 und 14 der Baureihe Bwmz111.2 / 111.6,
sowie 2 Halbgepäckwagen BDuu497.2. Mit der Aufarbeitung eines klimatisierten Gesellschaftswagens der Baureihe WGmh854 des Rheingold wurde begonnen. Die Aufarbeitung eines Nahverkehrs-Steuerwagens mit Gepäckabteil der Baureihe Bnrdzf477.3 ist geplant.